# Гроссгейм, Александр Альфонсович
Алекса́ндр Альфо́нсович Гроссгейм (1888, с. Лиховка, Екатеринославская губерния, Российская империя — 1948, Ленинград) — российский ботаник, академик АН СССР (1946), академик АН Азербайджанской ССР (1945), лауреат Сталинской премии второй степени (1948) за работу «Растительные ресурсы Кавказа».

## Биография
Родился в 23 февраля 1888 года в селе Лиховка Екатеринославской губернии (ныне Днепропетровская область) в семье земского ветеринарного врача Альфонса Карловича и жены его Евдокии Михайловны.
Среднее образование А. А. Гроссгейм получил в 1-м реальном училище г. Екатеринослава, которое окончил в 1905 году. Ещё в школьные годы Александр Альфонсович увлёкся естествознанием и под руководством ботаника И. Я. Акинфиева, преподавателя реального училища, принимал участие в ботанических экскурсиях и гербарных сборах в окрестностях города Екатеринослава на территории Славяносербского и Александровского уездов. В ходе этих и последующих экскурсий, продолжавшихся до 1910 года, собранные и обработанные материалы легли в основу его научных работ, впервые появившихся в соавторстве с его руководителем уже в 1907 году.
В 1907 году поступил в Харьковский университет, а в 1911 году перевёлся в Московский университет, который окончил в 1913 году по секции «Описательная ботаника биологического отделения физико-математического отделения».
В студенческие годы Александру Альфонсовичу удалось осуществить экспедиции на южное побережье Крыма и в Среднюю Азию, где он занимался обследованием Алтайского и Туркестанского хребтов, а также на Кавказ в бывшую Эриванскую губернию.
Проявившийся интерес к изучению кавказской флоры послужил тому, что по окончании Московского университета он согласно своему желанию в 1913 году устроился на должность практиканта в Тифлисский ботанический сад, а затем занимал должность ботаника-флориста (1914—1926).
С этого времени началась теснейшая связь Александра Альфонсовича с Кавказом, изучению флоры и растительности которого он посвятил всю свою жизнь.
Занимал должность ассистента, а затем доцента Тифлисского политехнического института (1917—1926). В 1926—1931 гг. работал ботаником Наркомзема Азербайджанской ССР, а в 1931—1932 гг. был ботаником Азербайджанского государственного научно-исследовательского института. В 1925—1929 гг. занимал должность доцента, a в 1929—1946 гг. — профессора и заведующего кафедрой морфологии и систематики высших растений Азербайджанского государственного университета. В 1929 году он был утверждён также в звании профессора Высшего педагогического института, где преподавал до 1934 года.
Гроссгейм — организатор и директор (1936—1947) Ботанического института Азербайджанского филиала АН СССР.
29 января 1939 года А. А. Гроссгейм был избран членом-корреспондентом по отделению математических и естественных наук АН СССР.

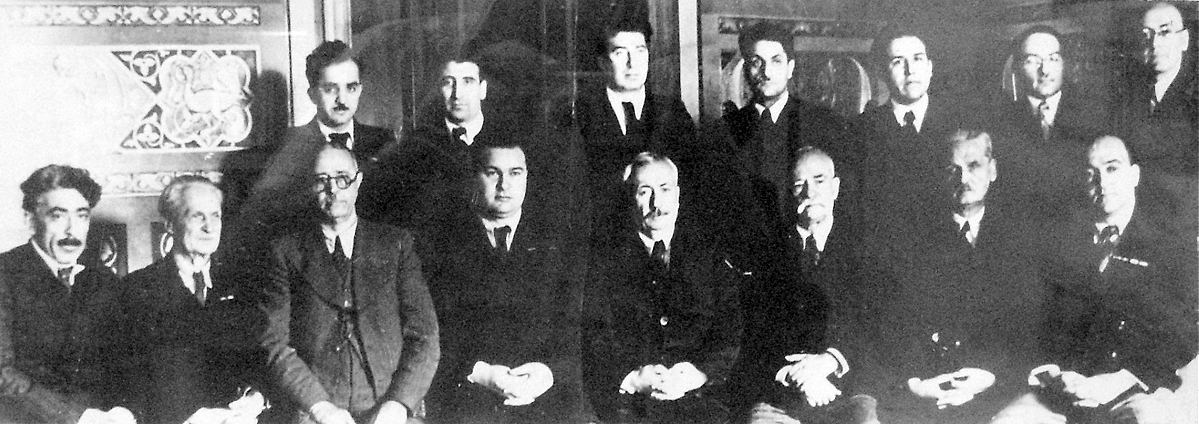
Первые члены Президиума АН АзССР, 1945 г.
Нижний ряд (слева направо, сидят): поэт С. Вургун, учёный-гидравлик И. Г. Есьман, У. Гаджибеков, А. А. Ализаде, президент Академии М. Миркасимов, И. И. Широкогоров, А. А. Гроссгейм, М. А. Топчибашев (учёный, хирург). Стоят: Ю. Мамедалиев, М. А. Ибрагимов, Ш. А. Азизбеков, Г. Н. Гусейнов, Мир-Али Кашкай, С. А. Дадашев, М. А. Усейнов

В 1945 году он был избран действительным членом АН Азербайджанской ССР. 30 ноября 1946 года А. А. Гроссгейм был избран академиком по отделению биологических наук (специализация «ботаника») АН СССР.
С 1947 года — в Ленинграде, руководитель сектора кавказской флоры в Ботаническом институте АН СССР, заведующий кафедрой морфологии и систематики высших растений в ЛГУ.
Александр Гроссгейм — автор научных трудов по флоре, растительности и растительным ресурсам Кавказа, автор филогенетической системы цветковых растений, инициатор и руководитель экспедиций по изучению и систематике флоры Талыша, а также автор книг об этом крае.
Лауреат премии имени В. Л. Комарова (1946).
Похоронен на Литераторских мостках Волковского кладбища.

## Награды и премии
- Орден Трудового Красного Знамени (13.06.1945)
- Сталинская премия второй степени (1948) — за научный труд «Растительные ресурсы Кавказа» (1946)

## Названы в честь А. А. Гроссгейма
В 1945 году советские ботаники Д. И. Сосновский и А. Л. Тахтаджян назвали в честь Гроссгейма род растений Гроссгеймия (Grossheimia Sosn. & Takht.) семейства Астровые (Asteraceae). Также его именем названы многие виды растений, некоторые из них:
- Alchemilla grossheimii Juz. (1934)
- Cymatocarpus grossheimii N.Busch (1927)
- Dianthus grossheimii Schischk. (1936)
- Euphorbia grossheimii (Prokh.) Prokh. (1949)
- Gentiana grossheimii Doluch. (1948) [Gentiana septemfida subsp. grossheimii (Doluch.) Halda]
- Iris grossheimii Woronow ex Grossh. (1928)
- Isatis grossheimii N.Busch (1923)
- Jurinea grossheimii Sosn. (1930)
- Onobrychis grossheimii Kolak. (1952)
- Orobanche grossheimii Novopokr. (1949)
- Peltariopsis grossheimii N.Busch (1927)
- Polygala grossheimii Kem.-Nath. (1948)
- Pyrus grossheimii Fed. (1937)
- Salvia grossheimii Sosn. (1933)
- Scorzonera grossheimii Lipsch. & Vassilcz. (1964)
- Thymus grossheimii Ronniger (1932) [Thymus praecox subsp. grossheimii (Ronniger) Jalas]
- Typha grossheimii Pobed. (1949)

## Научные работы

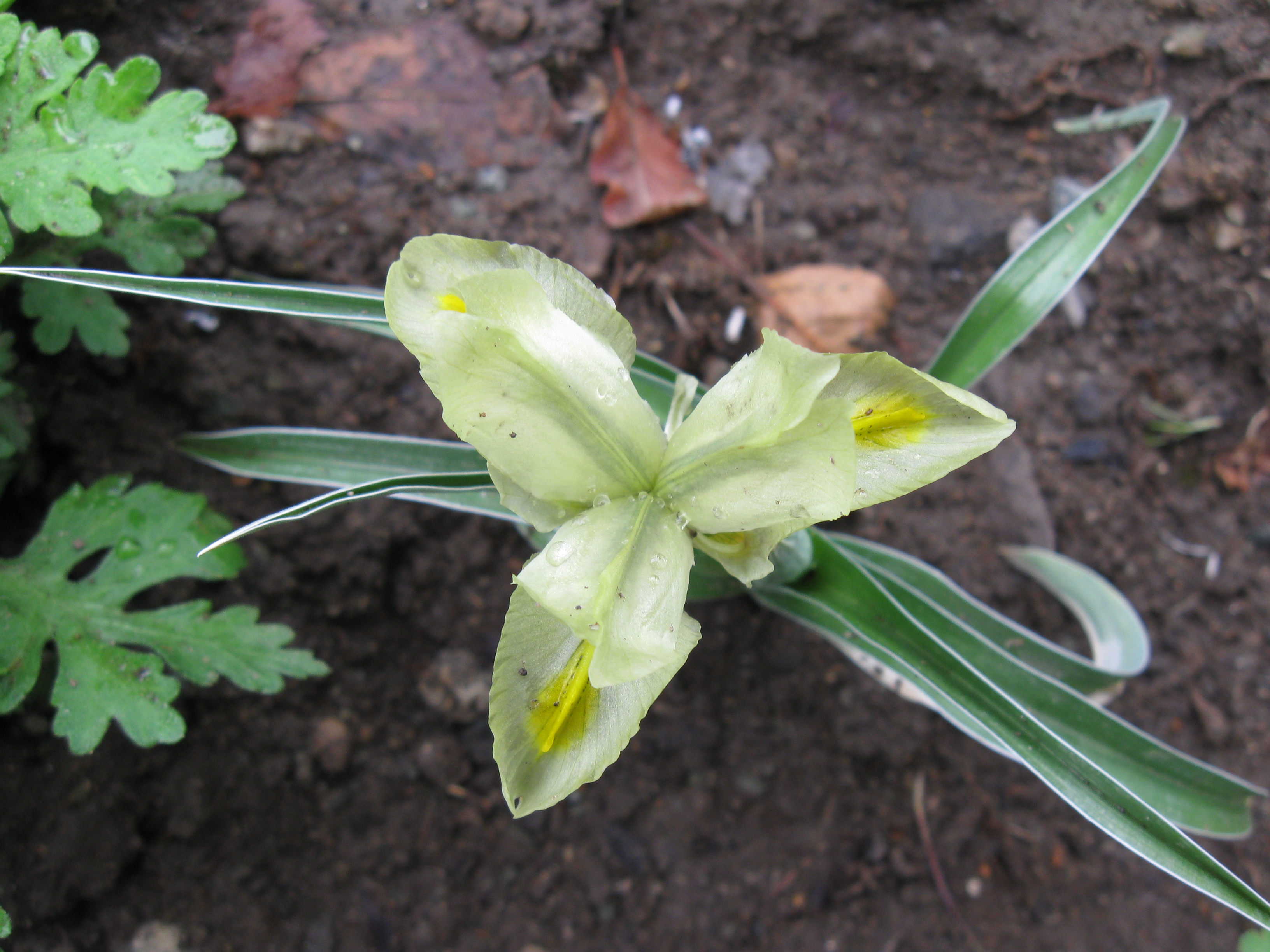
Iris pseudocaucasica

- «Флора Кавказа» в 4 томах (1928—1934),
- «Анализ флоры Кавказа» (1936),
- «Растительные ресурсы Кавказа» (1946),
- «Растительный покров Кавказа» (1948),
- «В горах Талыша. Рассказ об одной экспедиции» (1948),
- «Определитель растений Кавказа» (1949).